# General Fotheringham
General Fotheringham es una localidad situada en el departamento Tercero Arriba, provincia de Córdoba, Argentina. Se encuentra situada sobre la ruta provincial 6 y dista de la ciudad de Córdoba en 140 km, aproximadamente.

## Historia
Antes de que General Fotheringham fuera habitado, existía hacia el oeste un caserío denominado San Nicolás. Allí construyeron sus viviendas los empleados del ferrocarril, obligados a hacerlo en ese lugar porque los propietarios de las tierras donde hoy se encuentra la localidad, los vascos Altolaguirre, no permitieron su construcción en los alrededores de la estación del tren.
Los Altolaguirre se oponían a la construcción del ferrocarril debido a que temían que las chispas producidas por éste incendiarían sus cultivos.
Aun así el gobierno dispuso que por allí pasara el ramal Córdoba-Rosario que finalmente se construyó en 1912.
En 1930 el gobierno le exige a los Altolaguirre que vendan las tierras bajo la amenaza de expropiación y, finalmente el 29 de septiembre de 1930 se aprueban los planos del pueblo que luego sería llamado General Fotheringham.

## Toponimia
Inicialmente, el pueblo se llamaba Zabaraín, pero con la construcción del ferrocarril, los ingenieros ingleses le pusieron a la estación del pueblo el nombre de un compatriota suyo: el General Fotheringham.

## Población
Cuenta con 337 habitantes (Indec, 2022), lo que representa un incremento del 7% frente a los 313 habitantes (Indec, 2010) del censo anterior.
| Gráfica de evolución demográfica de General Fotheringham entre 1991 y 2010 |
|                                                                            |
| Fuente: Censos nacionales del INDEC                                        |